# Adetoneura lentiginosa
Adetoneura lentiginosa är en fjärilsart som beskrevs av Collenette 1933. Adetoneura lentiginosa ingår i släktet Adetoneura och familjen tofsspinnare. Inga underarter finns listade i Catalogue of Life.